# Гіляров Сергій Олексійович
Сергій Олексійович Гіляров (рос. Сергей Алексеевич Гиляров) (24 січня 1887, Москва — 8 лютого 1946, Київ) — український історик, мистецтвознавець, музеєзнавець. Професор. Член Спілки архітекторів УРСР (1935). Син О. М. Гілярова — професора кафедри історії філософії Київського університету, академіка АН УРСР; батько М. С. Гілярова — радянського зоолога, ентомолога, академіка АН СРСР.

## Біографія
Народився в м. Москва. 1887 сім'я переїхала до Києва. 1905 після закінчення 1-ї Київської гімназії вступив до Київського університету, спочатку на природничий, а 1906 перейшов на історико-філолософський факультет. Закінчив Київський університет у 1912 р. (відділ історії мистецтв, на який перейшов після навчання на природознавчому та історико-філологічному факультетах). Залишений при університеті стипендіатом для підготовки до професорського звання (науковий керівник – видатний український архітектуро- та мистецтвознавець проф. Г.Г. Павлуцький), у 1917-1919 рр. (доба Центральної Ради, Гетьманату) за запрошенням Г.Г. Павлуцького завідує відділом в Міністерстві справ освітніх.
Викладав у київських гімназіях історію, теорію педагогіки, логіку, психологію. 1915 зарахований асистентом на кафедру історії мистецтв Київського університету, де 1917 заснував і очолив «Товариство дослідників мистецтв», де публічні доповіді мали вчені союзного рівня Ф.І. Шміт (мистецтвознавець-візантолог), Д.В. Айналов, Екунєв, професор В.М. Зуммер, академік, професор КХІ Ф.Л. Ернст, професори М.П. Алексєєв, С.С. Макульський, Н.А. Грабар (згодом професор Страсбурзького університету) [Архівовано 3 лютого 2021 у Wayback Machine.]. 1918 — 1919 працював у Міністерстві освіти діловодом відділу пластичних мистецтв. Від 1919 — співробітник Музею мистецтв ВУАН (нині Музей мистецтв імені Богдана та Варвари Ханенків), згодом — учений секретар, з 1926 — заступник директора музею, а потім — охоронець. Багато зусиль доклав для дослідження, систематизації та обліку збірок, повернення до Києва колекції В. Щавинського та окремих творів, що належали Ханенкам. Був ініціатором створення при музеї аспірантури. Від 1938 — член правління Спілки художників УРСР.
У 1917-1924 рр. викладає історію мистецтв в Київському археологічному інституті, у 1930-1934 рр. – в інституті кінематографії, читає лекції в КХІ та КІБІ. Професор (1929, звання затверджене ВАК 1940 р.), провідний викладач кафедри архітектурного проектування КІБІ (1934-1946), лектор курсів “Історія мистецтв” та “Історії архітектури” [Архівовано 3 лютого 2021 у Wayback Machine.]. Як викладач мав ряд технічних новацій, зокрема введення слайдових демонстрацій, на фоні винятково ґрунтовних та цікавих лекцій.
Співпрацюючи в Музеї західного мистецтва мав ряд наукових розвідок:  С.О. Гіляровим відкриті твори старих майстрів, зокрема “Адам і Єва” Л. Кранха (знайдену в Троїцькій церкві на Великій Васильківській вулиці у Києві в червні 1927 р. картину Федір Ернст запропонував оглянути С.О. Гілярову, який і атрибутував її), що стало подією загальноєвропейського масштабу. Згодом цей твір, разом з багатьма кращими експонатами музею, підпав під вилучення для “експорту через Госторг”, яке за власним визнанням вченого він “у міру сил саботував”.
З початком війни Гіляров відмовився евакуюватися з Києва і залишився на окупованій німцями території. Хранитель мав залишатися біля своїх експонатів. В часі німецької окупації Києва 1941-1943 рр. публікує в газеті “Нове українське слово”матеріали, присвячені київським архітекторам німецького походження (І.Г. Шедель, К.Ф. Шинкель), німецькому малярству (Адольф Менцель), некролог І.В. Моргілевському (де відкрито засуджує руйнацію київських соборів більшовиками), скрупульозно розробляє план теми “Мистецтво в Києві за перехідний період”, що охоплювала 10-ті рр ХХ ст. – 1941 р., і була чи не першою спробою критично розглянути досвід передреволюційних, революційних і пост-революційних радянських здобутків і втрат в царині мистецтва і мистецтва. [Архівовано 3 лютого 2021 у Wayback Machine.]
Після визволення Києва призначений директор Київської музейної групи при Управлінні у справах мистецтв УРСР. Продовжив викладання в КІБІ. Автор понад 70 статей, публікацій з історії мистецтва.
Заарештований вперше1933 р. 30 грудня 1945 заарештований і звинувачений в пособництві гітлерівцям. 8 лютого 1946 р. не доживши вироку Сергій Гіляров помирає в лікарні Лук'янівської в'язниці. Офіційно — від запалення легень. Проте з'ясувалося, що він помер від виснаження, відмовившись приймати їжу.

## Праці
- Каталог музею мистецтва Української академії наук. К., 1927;
- Новознайдений твір Кранаха в Музеї мистецтв Всеукраїнської академії наук (1919). К., 1929; [Архівовано 2 липня 2018 у Wayback Machine.]
- Каталог картин. К., 1931;
- Донателло. Donatello. К., 1938;
- І. М. Крамськой. Х., 1941.